# Sotiris René Sidiropoulos
Sotiris René Sidiropoulos, född 1977 i Paris, är en fransk målare och skulptör.
Sotiris René Sidiropoulos utbildaede sig på Académie de la Grande Chaumière i Paris. Han har målat ikoner, bysantinsk konst och västerländsk konst. 

## Verk i urval
- Porträtt av Hans Helighet påven Benedictus XVI, Vatikanstaten, Rom, Italien.
- Porträtt av drottning Sofia av Spanien, Palacio de la Zarzuela, Madrid, Spanien.
- Målning av jungfru Maria och Jesusbarnet, Museo Nacional de Bellas Artes i Havanna, Kuba.
- Postumt porträtt av sir Winston Churchill, Canadian War Museum, Ottawa, Kanada.